# 1846

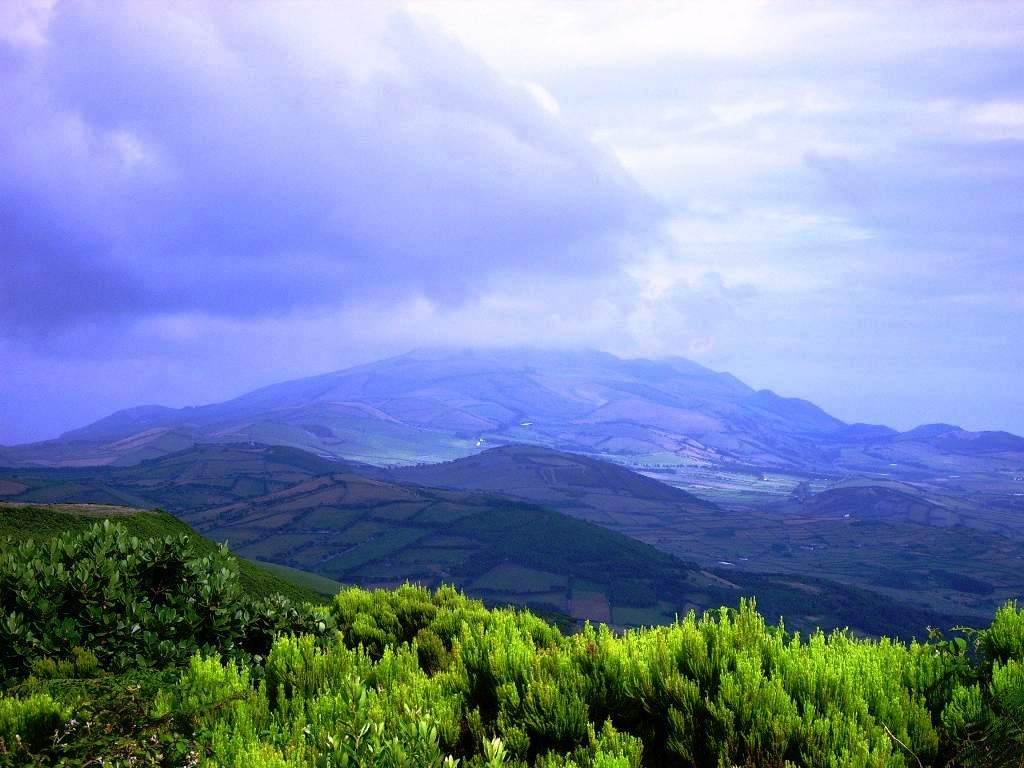
Miradouro do Pico da Velha, vista do interior, Paisagem do Interior da ilha de São Jorge, Açores.

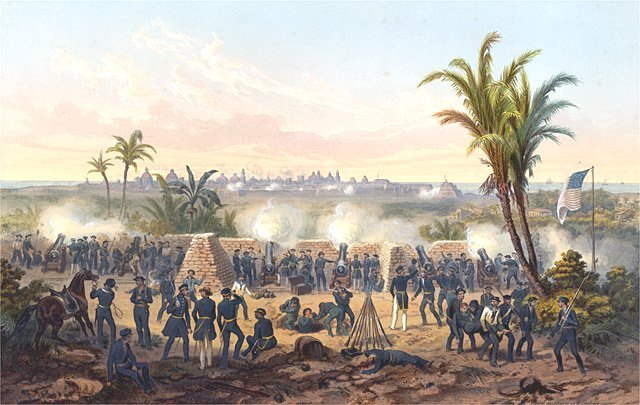
Guerra Mexicano-Americana, Pintura da Batalha de Vera cruz.

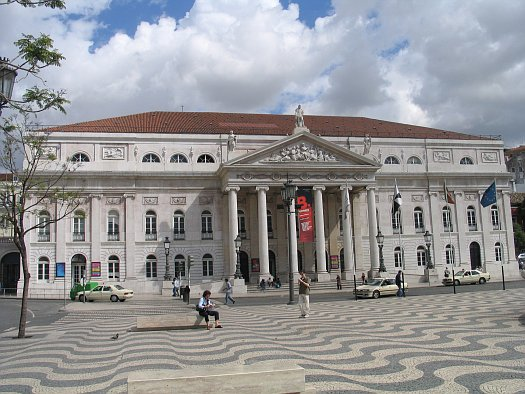
Teatro Nacional D. Maria II, Lisboa.

- Wikisource

| Calendário gregoriano                                                        | 1846 MDCCCXLVI                      |
| Ab urbe condita                                                              | 2599                                |
| Calendário arménio                                                           | 1295 – 1296                         |
| Calendário bahá'í                                                            | 2 – 3                               |
| Calendário budista                                                           | 2390                                |
| Calendário chinês                                                            | 4542 – 4543 Início a 27 de janeiro  |
| Calendário copta                                                             | 1562 – 1563                         |
| Calendário etíope                                                            | 1838 – 1839                         |
| Calendários hindus - Vikram Samvat - Calendário nacional indiano - Cáli Iuga | 1901 – 1902 1767 – 1768 4946 – 4947 |
| Calendário Holoceno                                                          | 11846                               |
| Calendário islâmico                                                          | 1262 – 1263                         |
| Calendário judaico                                                           | 5606 – 5607                         |
| Calendário persa                                                             | 1224 – 1225 Início a 21 de março    |
| Calendário rúnico                                                            | 2096                                |
| Calendário solar tailandês                                                   | 2389                                |

1846 (MDCCCXLVI, na numeração romana)  foi um ano comum do século XIX do actual Calendário Gregoriano, da Era de Cristo, e a sua letra dominical foi D (53 semanas), teve início a uma quinta-feira e terminou também a uma quinta-feira.
| Ano completo                        |
| ----------------------------------- |
| Ano comum com início à quinta-feira |

## Eventos
- Ano de criação da máquina de costura.
- Início oficial da anestesiologia por Willian T. G. Morton.
- Criação do Banco de Portugal.
- É patenteado o saxofone.
- Friedrich Engels e Karl Marx concluem a redação de A Ideologia Alemã
- Inicia-se a Guerra Mexicano-Americana.
- Fome em São Jorge que se estende até 1847 foi causada por um mau ano agrícola, associado à grande densidade populacional de então.
- Aparição da Virgem Maria em La Salette, França, em 19 de setembro
- Inauguração da Biblioteca Pública de Ponta Delgada, mais tarde denominada Biblioteca Pública e Arquivo Regional de Ponta Delgada.
- Emancipação Política da cidade de Uruguaiana, localizada no estado do Rio Grande do Sul, Brasil

### Janeiro
- 7 de janeiro - Naufrágio nos mares dos Açores da chalupa inglesa "Ellen".

### Março
- 1 8 de março - Naufrágio junto à Ponta da Queimada de uma lancha que provinha da Calheta, ilha de São Jorge, Açores. Morrem 27 pessoas.

### Abril
- 13 de abril - inauguração do Teatro Nacional D. Maria II.

### Maio
- 7 de maio - Foi criado o município de Rio Bonito - RJ.
- 29 de maio - Emancipação Política da cidade de Uruguaiana, localizada no estado do Rio Grande do Sul, Brasil

### Junho
- 16 de junho - O Cardeal Giovanni Maria Mastai-Ferretti se torna o Papa Pio IX, O.P.

### Setembro
- 23 de setembro - O astrônomo Johann Gottfried Galle descobre o oitavo planeta do Sistema Solar, Netuno.

### Outubro
- 25 de Outubro – Revolução Miguelista em Ponta Delgada, ilha de São Miguel, Açores.

### Novembro
- 21 de novembro – Lançamento da primeira pedra da Igreja Paroquial de Nossa Senhora de Belém, Angra, Este templo foi concluído em 1857.

### Dezembro
- 28 de dezembro - Iowa torna-se o 29º estado norte-americano.

Criação da cachaça Ypióca.

## Nascimentos
- 1 de Janeiro - Léon Denis, estudioso e escritor espírita francês (m. 1927).
- 30 de Janeiro - Santa Ângela da Cruz Guerrero - Confessora, se dedicou aos pobres (m. 1932).
- 26 de Fevereiro - Buffalo Bill, caçador e aventureiro norte-americano.
- 26 de Julho - Princesa Isabel, filha do Imperador do Brasil Dom Pedro II, a "Redentora".
- 11 de outubro - Carlos Pellegrini, presidente da Argentina de 1890 a 1892 (m. 1906)
- 5 de Novembro - Joaquim Pimenta de Castro, foi um oficial militar e político português. (m. 1918)
- 30 de novembro - Luiz Vianna, magistrado e político brasileiro, Governador da Bahia durante a Guerra de Canudos (m. 1920).

## Mortes
- 1 de Junho - Papa Gregório XVI, O.S.B. Cam. (n. 1765)

## Por tema
- 1846 na ciência
- 1846 no cinema
- 1846 no desporto
- 1846 na literatura
- 1846 na música